# 章 (曆法)
阴阳历兼顾月相周期和太阳周期，而回歸年不是朔望月的整数倍，因此需要调整一年的月份数，此乃「置闰」。置闰一般按固定的周期循环，该周期大致反映朔望月和回歸年的最小公倍数。这个周期为十九年的，叫「章」，一章含239个月。
中國曆法早期使用十九年七闰法，後來弃用。在希腊，雅典的默冬发现了这个十九年的周期，因此「章」也被西方称为「默冬循环」（英語：Metonic Cycle），或译「默冬章」。
经历一章之后，日月位置相同。《后汉书》：「至、朔同日謂之章。」

## 數學原理
1回归年 平均= 365.2421990741日 = 365天5小时48分46秒
1朔望月 平均= 29.530588日  = 29天12小时44分2.8秒（长度在29.27至29.83天之间变动）
19個回歸年的時間長度和235個朔望月幾乎相同。所以陰陽曆若採十九年七閏法，每19年加入7個閏月，就可以協調回歸年（太陽的周期）與朔望月（月亮的周期）間的時間差距，以較為簡易的方式制曆。中國古稱此周期為一章。但由於此周期仍有誤差，因此後期的平朔曆法多會採取更精確而複雜的計算。

## 量值更迭

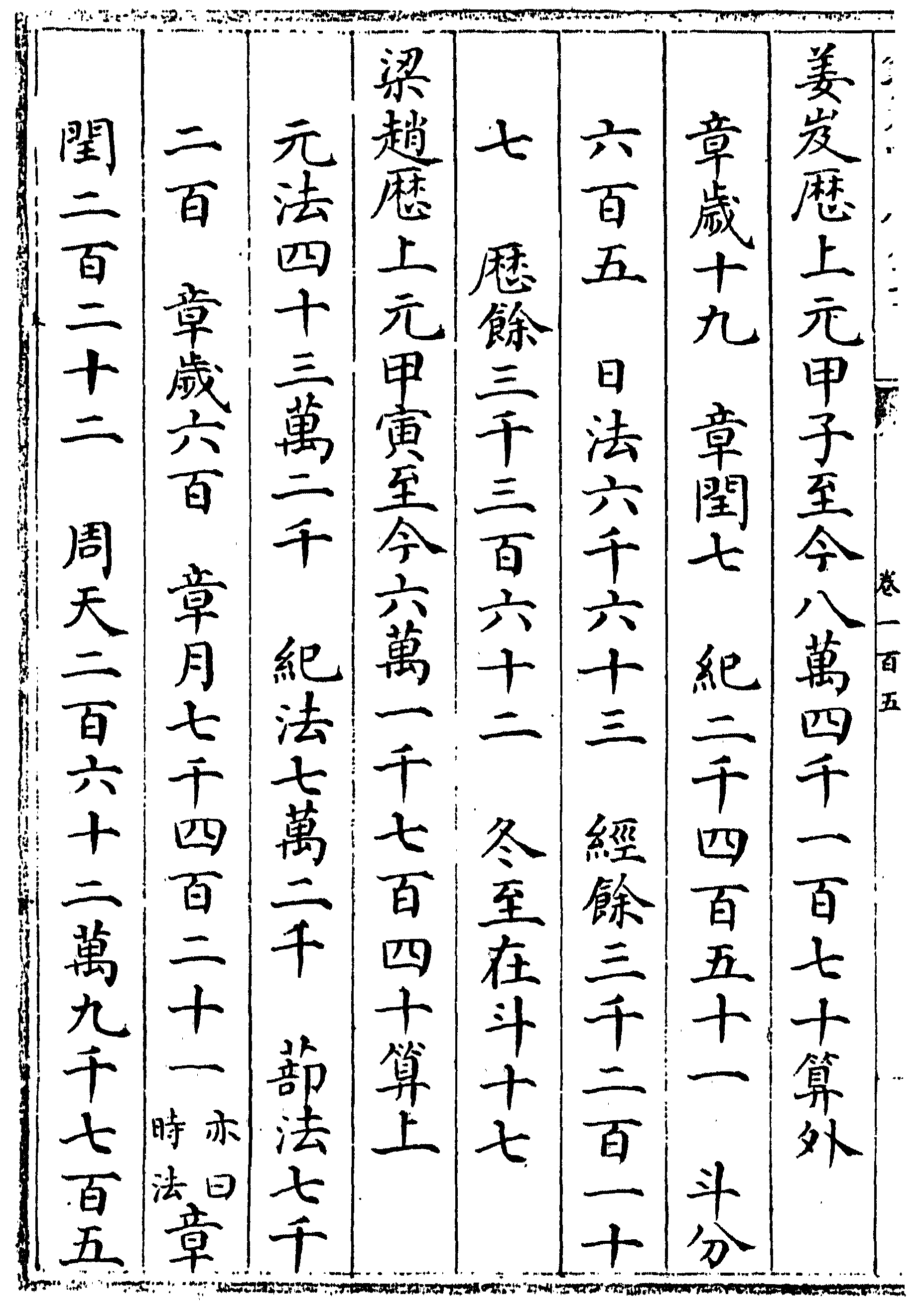
玄始曆採用600年置222個閏月代替十九年七閏法。更廣泛被使用的的大明曆亦棄十九年七閏法。

中國在戰國初期已有一歲長{\displaystyle 365{\frac {1}{4}}}之四分法。而自已知之最早曆法古六曆，皆採用十九年七閏法。且除了太初曆外，皆採用四分法，一章為章歲十九、章月二百三十五、章閏七。十九年七閏法一直到玄始曆與大明曆才被廢除。
因為回歸年與朔望月兩者事實上並沒有準確的倍數關係，這個數值可能因曆法不同而有所改變。中國自玄始曆後，就幾乎都不採十九歲週期。通常越後期、越精確的曆法，取值會更複雜，造成章歲之值更大。直至今日，由於天文觀測技術的進步，通常我們會以觀測結果作為決定日期的依據。例如以觀測後的定朔代替平朔，而不光以紙上計算為準。

## 後漢書所載單位轉換
今本後漢書卷93志第三《律曆下》中記有當時之推演過程，以及單位轉換量值。
日周於天，一寒一暑，四時備成，萬物畢改，攝提遷次，青龍移辰，謂之歲。歲首至也，月首朔也。至、朔同日謂之章，同在日首謂之蔀，蔀終六旬謂之紀，歲朔又復謂之元。是故日以實之，月以閏之，時以分之，歲以周之，章以明之，蔀以部之，紀以記之，元以原之。然後雖有變化萬殊，贏朒無方，莫不結系于此而岙正焉。

曆數之生也，乃立儀、表，以校日景。景長則日遠，天度之端也。日發其端，周而為歲，然其景不復，四周千四百六十一日，而景復初，是則日行之終。以周除日，得三百六十五四分度之一，為歲之日數。日日行一度，亦為天度。察日月俱發度端，日行十九周，月行二百五十四周，復會於端，是則月行之終也。以日周除月周，得一歲周天之數。以日一周減之，餘十二十九分之七，則月行過周及日行之數也，為一歲之月。以除一歲日，為一月之數。月之餘分積滿其法，得一月，月成則其歲。月大四時推移，故置十二中以定月位。有朔而無中者為閏月。中之始日節，與中為二十四氣。以除一歲日，為一氣之日數也。其分積而成日為沒，並歲氣之分，如法為一歲沒。沒分於終中，中終於冬至，冬至之分積如其法得一日，四歲而終。月分成閏，閏七而盡，其歲十九，名之曰章。章首分盡，四之俱終，名之曰蔀。以一歲日乘之，為蔀之日數也。以甲子命之，二十而復其初，是以二十蔀為紀。紀歲青龍未終，三終歲後復青龍為元。

- 1歲（回歸年）={\displaystyle 365{\frac {1}{4}}}日 ({\displaystyle 1461\div 4=365{\frac {1}{4}}}) ={\displaystyle 12{\frac {7}{19}}}月 ({\displaystyle 254\div 19-1=12{\frac {7}{19}}})
- 1章=19章歲（回歸年）=235章月（朔望月）=6939.75日 ({\displaystyle 19\times 365{\frac {1}{4}}=6939{\frac {3}{4}}})
- 1蔀=4章=76歲（回歸年）=27759日 ({\displaystyle 76\times 365{\frac {1}{4}}=27759})
- 1紀=555180日 ({\displaystyle \operatorname {lcm} (27759,60)=555180}) =20蔀 ({\displaystyle \operatorname {lcm} (27759,60)\div 27759=20}) =1520歲（回歸年）
- 1元=4560歲（回歸年） ({\displaystyle \operatorname {lcm} (1520,12)=4560}) =3紀 ({\displaystyle \operatorname {lcm} (1520,12)\div 1520=3})

## 文內注釋
1. ↑  .卷93志第三《律曆下》：至、朔同日謂之章
2. ↑  白光琦. . 《自然科學史研究》2002年 第2期 10 頁 179-188頁.
3. ↑  .卷下：「十九歲為一章。」甄鸞述：「更以一千九百四十八除朔，積分得二百三十五，即章月也。章月與章中差七，即一章之閏。更置二百二十八以歲中十二除之，得十九，為章歲也。」
4. ↑  .‧律曆志：「閏法十九，因為章歲……」，「章月二百三十五……」。
5. ↑  瞿曇悉達. . 卷一百五：古今歷積年及章率
《梁趙歷》上元甲寅，至今六萬一千七百四十算上。
元法四十三萬二千，紀法七萬二千，蔀法七千二百，章歲六百，章月七千四百二十一（亦曰時法），章閏二百二十二，
6. ↑  恆星月